# Manuel Tornare
Pour les articles homonymes, voir Tornare.
Manuel Tornare, né le 20 avril 1951 à Genève (originaire du même lieu), est une personnalité politique suisse, membre du Parti socialiste. Il est maire de Genève à trois reprises au début des années 2000 et conseiller national de fin 2011 à fin 2019.

## Biographie

### Origines et famille
Manuel Tornare naît le 20 avril 1951 à Genève. Il est originaire du même lieu, plus précisément d'origine fribourgeoise par son père (Roger) et genevoise par sa mère (Odile Terrier).
Il a un frère, Didier Tornare, ancien notaire et ancien vice-président du FC Servette, proche de Bernard Tapie,.

### Études et parcours professionnel
Manuel Tornare fait ses études au Collège Calvin, à Genève. Titulaire d'un master ès lettres de l'Université de Genève, il devient professeur de philosophie et de littérature française au Collège de Genève, avant d'accéder aux postes de doyen du collège Sismondi de 1984 à 1993 puis de directeur du collège de Candolle de 1993 à 1998,.

### Vie personnelle
Célibataire et sans enfant, il est en 2008 l'un des rares politiciens romands d'envergure à être ouvertement homosexuel.

## Parcours politique
Membre du Parti socialiste dès 1973, il cofonde la même année la section de Confignon puis siège comme conseiller municipal de Confignon, de 1975 à 1979, puis de la ville de Genève, de 1979 à 1999. Il préside par ailleurs le Conseil municipal de la ville de Genève en 1989-1990.
Il est élu au Conseil administratif de la ville de Genève en 1999 et réélu en 2003 et 2007. Il accède de ce fait au poste de maire de Genève en 2001-2002, 2005-2006 et 2008-2009. Responsable du département de la cohésion sociale, de la jeunesse et des sports, il s'attelle à la création d'un service public de la petite enfance permettant aux parents de la commune de pouvoir trouver une place de crèche pour leur enfant afin de permettre une combinaison plus aisée entre vie familiale et vie professionnelle. Il quitte cette fonction en mai 2011.
Élu au Grand Conseil en 2009, il doit obtenir une dérogation de son parti pour pouvoir y siéger tout en étant conseiller administratif. Aux élections fédérales de 2011, il est élu au Conseil national. La population genevoise lui renouvelle sa confiance en 2015 en le réélisant. Il y siège à la Commission de politique extérieure (CPE). 
Manuel Tornare est l'un des quatre candidats à la candidature socialiste en vue de l'élection partielle au Conseil d'État du 17 juin 2012,.
Il ne se représente pas à son mandat de conseiller national lors du renouvellement du parlement en 2019.